# ハッタヤ・バムルンスック
ハッタヤ・バムルンスック（原語表記:หัทยา บำรุงสุข、ラテン翻記:Hattaya Bamrungsuk、1993年8月12日 - ）は、タイ王国の女子バレーボール選手である。タイ王国代表。

## 来歴
2010年、タイ王国代表に初選出される。同年のワールドグランプリで代表デビューした。2014年9月にイタリアで開催された世界選手権に出場した。2016年のモントルーバレーマスターズで準優勝に貢献し、自身もベストミドルブロッカー賞を受賞した。2017年8月のアジア選手権で銀メダルを獲得し、自身もベストミドルブロッカー賞に輝いた。2018年、ジャカルタで開催されたアジア競技大会にて銀メダルを獲得した。
2018年7月、V.LEAGUE Division1のJTマーヴェラスとアジア人枠として契約予定と報じられたが、入団には至らなかった。
2021年9月10日、V.LEAGUE Division1のトヨタ車体クインシーズ（現・クインシーズ刈谷）への入団が発表された。
2025年4月、2024-25シーズン限りでの退団が発表された。8月にSAGA久光スプリングス入団が発表された。

## 球歴
- 世界選手権 - 2014年
- アジア選手権 - 2015年、2017年
- ワールドグランプリ - 2010年、2014年、2015年、2016年、2017年

## 受賞歴
- 2016年 - モントルーバレーマスターズ ベストミドルブロッカー
- 2017年 - アジア選手権 ベストミドルブロッカー

## 所属クラブ
- Chaiyaphum（2010-2018年）
- Diamond Food Volleyball Club（2020-2021年）
- トヨタ車体クインシーズ/クインシーズ刈谷（2021-2025年）
- SAGA久光スプリングス（2025年-）